# Berliet VIH
Unter der Werksbezeichnung Berliet VIH wurden beim Fahrzeughersteller Berliet in Lyon ab 1926 bis 1933 mehrere Pkw-Typen mit Sechszylinder-Motoren hergestellt.

## Berliet VIH
Am 17. Juni 1926 erhielt der Berliet VIH seine allgemeine Betriebserlaubnis Er hatte folgende technischen Daten:
Wassergekühlter Sechszylindermotor des Typs MLF, Bohrung × Hub 62 × 100 mm, 1811 cm³ Hubraum, 11, ab 1928 wegen Änderung der Kraftfahrtsteuervorschriften 10 Steuer-PS, die bei 1600/min entwickelte effektive Leistung nicht genannt, die übrigen technischen Daten (soweit bekannt) stehen in der Info-Box..
Der Radstand betrug 2,90 m, aber 3,42 m für das Modelljahr 1927. Der Preis für das bloße Chassis ohne Aufbauten betrug 29.500 Francs für das Modelljahr 1927, im Modelljahr 1928 für einen Wagen mit offener Torpedo-Karosserie 33.800 und mit geschlossenem Innenraum 34.950 Francs.

## Varianten

### Berliet VIHB
Am 5. Oktober 1927 erhielt der Berliet VIHB seine allgemeine Betriebserlaubnis, der folgende technischen Daten aufwies:
Wassergekühlter Sechszylindermotor des Typs MLFB, die Bohrung auf 65 mm vergrößert, dementsprechend 1991 cm³ Hubraum, 11 Steuer-PS, die bei 1800/min entwickelte effektive Leistung nicht genannt, die übrigen technischen Daten (soweit bekannt) stehen in der Info-Box. Der Radstand betrug 2,90 m. Für das Modelljahr 1928 betrug der Preis für einen Wagen mit offener Torpedokarosserie 43.900 und mit geschlossenem Innenraum 46.900 Franc.
Ein Exemplar des Berliet VF ist erhalten und im Conservatoire der Fondation Berlietin Le Montellier 30 km nordöstlich von Lyon ausgestellt.

### Berliet VIHC
Am 16. Mai 1928 erhielt der Berliet VIHC als Nachfolger des Berliet VIHB seine allgemeine Betriebserlaubnis. Von seinem Vorgänger unterschied er sich lediglich dadurch, dass der Motor – jetzt vom Typ MLFD – seine nicht genannte effektive Höchstleistung bei 2000/min entwickelte, diese also offenbar etwas höher lag als beim Berliet VIHB. Weitere Unterschiede können den überlieferten Quellen nicht entnommen werden.

### Berliet VIHF
Am 13. November 1928 erhielt der Berliet VIHF als Nachfolger des Berliet VIHC seine allgemeine Betriebserlaubnis. Beim Motor kehrte man zum bewährten Typ MLFB mit maximal 1800 Touren pro Minute zurück, das Gewicht des bloßen Fahrgestells konnte von 1000 auf 900 kg gesenkt werden.
Für das Modelljahr 1930 sind folgende Preise überliefert: Normales Chassis 28.500, tiefergelegtes Chassis 30,800, Limousine „Trianon“ 38.900, tiefergelegte Limousine „Juan“ 41.800, Innenlenker mit 6 Scheiben „Montgomery“ 44.600 Francs. Im Modelljahr 1931 kostete das bloße Chassis 31.000 Francs, 1932 wurde das Fahrzeug nicht mehr angeboten.

### Berliet VIHP
Die erste Variante dieses Typs, VIHP14 genannt, hatte einen wassergekühlten Sechszylindermotor des Typs MLS, Bohrung × Hub 70 × 109 mm, 2517 cm³ Hubraum, 14 Steuer-PS, nicht genannte effektive Leistung bei 2000/min, und erhielt ihre allgemeine Betriebserlaubnis am 7. Dezember 1928. Dieses Fahrzeug ging nicht in Serie.
Der Typ bildete indessen die Basis für den Berliet VIHP16, auch „16 CV“ genannt: Die Bohrung des Motors (Typ MLS) wurde auf 73 mm vergrößert, der Hubraum betrug jetzt 2737 cm³. Der Wagen war steuerlich mit 16 CV eingestuft, die bei 2000/min entwickelte Höchstleistung ist nicht genannt. Das Leergewicht des Fahrgestells ohne Aufbauten betrug 1050 kg. Das Fahrzeug erhielt seine allgemeine Betriebserlaubnis am 7. Oktober 1929. Der Radstand für das Modelljahr 1930 betrug 3,14 m, in diesem Jahr kostete das bloße Chassis 39.000 Franc, die Limousine „Chambord“ 49.800, die geschlossene Sechsfenster-Limousine „Chenonceau“ 54.000 und die Sechsfenster-Limousine „Familiale Beaugency“ 58.800 Francs.
Im Modelljahr 1931 war der Radstand um 4 cm auf 3,10 m geschrumpft, das bloße Chassis kostete jetzt 35.000 Francs. Im Modelljahr 1932 wurde der Typ ein letztes Mal gebaut: Der Preis des Chassis war jetzt auf 27.000 Franc gesunken, die geschlossene 5-sitzige Limousine kostete 35.000 und die 6/7-sitzige 38.000 Francs.

### Originalquellen
Eine Publikation, in der alle vor 1945 gebauten Berliet-Typen individuell abgehandelt wären, gibt es nicht. Neben der unten erwähnten Literatur wurde auf die folgende in der Fondation Berliet verwahrte Originalunterlagen zurückgegriffen:
- „Fiches des Mines“: Es sind die Werksunterlagen zur Erteilung einer allgemeinen Betriebserlaubnis, hierfür ist in Frankreich der „Inspecteur des mines“ sachlich zuständig. Diese Unterlagen sind im Berliet-Archiv chronologisch geordnet und nummeriert. Nicht zu jedem Typ bzw. Variante gibt es entsprechende Unterlagen, teils, weil sie wohl als Untervarianten eines anderen Typs verstanden wurden, für den eine gesonderte Erlaubnis nicht erforderlich war, teils wohl, weil diese Unterlagen im Laufe der letzten 100 Jahre verlorengegangen sind. Bei Militärtypen gibt es Hinweise, dass eine Betriebserlaubnis direkt durch militärische Dienststellen erfolgte, was entsprechende „fiches des mines“ überflüssig machte. Die Quellenbezeichnung lautet: „Fiches No....“
- „Etat des véhicules utilitaires et autobus declares aux mines depuis 1920“, eine 15-seitige Zusammenstellung vom 1. Dezember 1941, enthält insbesondere die reservierten Chassisnummernbänder, die jedoch vielfach nicht vollständig ausgeschöpft wurden, einige Typen bzw. Varianten werden nicht erwähnt, Quellenbezeichnung lautet: „Etat S...“
- „Nombre de véhicules construits de 1930 à 1942“, siebenseitige Zusammenstellung der zwischen 1930 und 1942 gebauten Stückzahlen an Nutzfahrzeugen, erstellt wohl 1943, erste Seite teilweise irreparabel verderbt, teilweise werden mehrere Typen bzw. Varianten zusammengefasst, Quellenbezeichnung lautet: „Nombre S...“

### Sonstige Quellen
- René Bellu, Toutes les voitures Françaises 1926, in Automobilia Hors-Serie No.88, Paris 2007, zit. als „Bellu 1926“
- René Bellu, Toutes les voitures Françaises 1927, in Automobilia Hors-Serie No.78, Paris 2006, zit. als „Bellu 1927“
- René Bellu, Toutes les voitures Françaises 1928, in Automobilia Hors-Serie No.94, Paris 2009, zit. als „Bellu 1928“
- René Bellu, Toutes les voitures Françaises 1929, in Automobilia Hors-Serie No.84, Paris 2006, zit. als „Bellu 1929“
- René Bellu, Toutes les voitures Françaises 1930, in Automobilia Hors-Serie No.74, Paris 2005, zit. als „Bellu 1930“
- René Bellu, Toutes les voitures Françaises 1931, in Automobilia Hors-Serie No.90, Paris 2008, zit. als „Bellu 1931“
- René Bellu, Toutes les voitures Françaises 1932, in Automobilia Hors-Serie No.80, Paris 2006, zit. als „Bellu 1932“
- René Bellu, Toutes les voitures Françaises 1933, in Automobilia Hors-Serie No.96, Paris 2009, zit. als „Bellu 1933“
- Monique Chapelle: Berliet. 1. Auflage. EMCE, Saint-Chamond 2016, ISBN 978-2-35740-049-8.